# Дискографија Селин Дион
Канадска певачица Селин Дион објавила је двадесет и шест студијских албума, седам албума уживо, седамнаест компилација и двадесет и један бокс сет. Њен први студијски албум La voix du bon Dieu објављен је 6. новембра 1981. године. Током осамдесетих година, Дион је објавила албуме на француском језику у Канади, као и неколико компилацијских албума који су издати у Француској. Њен први албум на енглеском језику био је Unison, објављен 1990. године, а продат у преко три милиона примерака широм света. Након великог успеха албума Unsion, певачица објављује албум Dion chante Plamondon, 4. новембра 1991. године и албум Celine Dion, 30. марта 1992. године, који је добио дијамантски сертификат у Канади. Након објављивања албума The Colour of My Love 9. новембра 1993. године, Дионова је стекла светску славу, а албум се нашао на врховима листа великог броја земаља, укључујући Уједињено Краљевство, Канаду и Аустралију. The Colour of My Love продат је у 20 милиона примерака широм света, а у Сједињеним Државама додељен му је шестроструки платинумски сертификат од стране Америчког удружења дискографских кућа.
Албум D'eux на француском језику, објављен је 1995. године и постао најпродаванији француски албум у историји, са продајом од 10 милиона примерака широм света. Само у Француској D'eux је провео четрдесет и четири недеље на врху музичке листе, а продат је у 4,5 милиона примерака, постајући најпродаванији албум свих времена у држави. Албум је добио дијамантски сертификат у Француској.
Албуми Falling into You (1996) и Let's Talk About Love (1997) оставрили су велики успех уз помоћу којих је Дион постала још познатија у свету. Албуми су били на првом месту листе у великом броју држава широм света и постали два најпопуларнија албума свих времена са продатих 32 односно 31. милион примерака. Оба албума добила су дијамантски сертификат у Сједињеним Државама. Falling into You такође је освојио Греми награду за најбољи албум године и Награду за најбољи поп вокални албум 1997. године. Let's Talk About Love постао је први албум који је добио десетоструки платинумски сертификат, а продат је у најмање десет милиона примерака у Европи. Године 1998. Дион је објавила још један албум на француском језику, под називом S'il suffisait d'aimer, а месец дана касније у октобру и албум These Are Special Times, на енглеском језику. These Are Special Times постао је четврти најпродаванији албум у Сједињеним Државама, са продатих 5,44 милиона примерака, док је широм света продато око 12 милиона примерака.
Компилација највећих хитова са седам нових песама под називом All the Way... A Decade of Song, објављена је 1999. године и нашла се на врховима листа широм света, а продата је у више од 17 милиона примерака до јануара 2002. године. У Сједињеним Државама, албум All the Way... A Decade of Song постао је напродаванији албум женског уметника у ери Nielsen SoundScan, преко којег је остварио 8 милиона продаја. Албум је у Јапану сертификован двоструким милионом.У марту 2002. године, после двогодишње паузе, Дион се вратила са албумом A New Day Has Come, који се нашао на врховима листа ммогих земаља и продат је у 12 милиона примерака широм света.
Током петогодишњег боравка у Лас Вегасу, певачица је објавила албуме A New Day..., One Heart (2003), 1 fille & 4 types (2003), Miracle (2004), D'elles (2007) и Taking Chances (2007). Године 2012. након паузе започела је снимање нових песама на француском и енгеском језику. Албум Sans attendre објављен је у новембру 2012. године и нашао се на врховима листа земаља где је француски примарни језик. Sans attendre био је најпродаванији албум 2012. године у Француској, где му је додељен дијамантски сертификат. Наредни албум Loved Me Back to Life, објављен је у новембру 2013. године и постао тринаести албум Дион који се нашао на првом месту листе у Канади. Албум је такође био на другом месту листе у Сједињеним Државама, а трећи у Уједињеном Краљевству и Канади. Албуму Loved Me Back to Life додељен је четвороструки платинумски сертификат у Канади, двоструки платинумски сертификат у Француској и платинумски сертификат у Великој Британији. У августу 2016. године Дион је објавила албум на француском језику под називом Encore un soir. Албум се нашао на врху листа земаља где је француски главни језик, а додељен му је дијамантски сертификат у Француској.

Дион је продала 250 милиона албума широм света и препозната је каоа један од најпродавнаијих уметника на свету. Године 2004. добила је Chopard Diamond награду на Светском музичком фестивалу, због највише проданих материјала од свих других музичарки у историји. Године 2007. награђена је наградом Legend, на Светским музичким наградама, у знак признања за њен глобални успех и изузетан допринос у музичкој индустрији. Селин Дион је уметница која је продала највише музичких записа у Канади и најпродаванији уметник у ери Nielesen Soundcan у Сједињеним Државама, са 52.600.000 продатих албума.

## Студијски албуми

### 1980—1989
| Назив | Детаљи                                                                                         | Позиција | Позиција | Позиција | Позиција | Позиција | Позиција | Позиција | Позиција | Позиција | Позиција | Број проданих примерака | Сертификат        |
| Назив | Детаљи                                                                                         | КАН      | АУС      | БЕЛ      | ФРА      | НЕМ      | ЈАП      | ХОЛ      | ШВА      | УК       | САД      | Број проданих примерака | Сертификат        |
| --- | ---------------------------------------------------------------------------------------------- | -------- | -------- | -------- | -------- | -------- | -------- | -------- | -------- | -------- | -------- | ----------------------- | ----------------- |
| La voix du bon Dieu                                                                                           | - Датум објављивања: 6. новембар 1981. - Издавачка кућа: Super Étoiles - Формат: винил, касета | —        | —        | —        | —        | —        | —        | —        | —        | —        | —        | - КАН: 100,000          |                   |
| Céline Dion chante Noël                                                                                       | - Датум објављивања: 4. децембар 1981. - Издавачка кућа: Super Étoiles - Формат: винил, касета | —        | —        | —        | —        | —        | —        | —        | —        | —        | —        |                         |                   |
| Tellement j'ai d'amour...                                                                                     | - Датум објављивања: 7. септембар 1982. - Издавачка кућа Saisons - Формат: винил, касета       | —        | —        | —        | —        | —        | —        | —        | —        | —        | —        | - КАН: 150,000          | - КАН: Платина    |
| Les chemins de ma maison                                                                                      | - Датум објављивања: 7. септембар 1983. - Издавачка кућа: Saisons - Формат: винил, касета      | —        | —        | —        | —        | —        | —        | —        | —        | —        | —        | - КАН: 100,000          | - КАН: Златно     |
| Chants et contes de Noël                                                                                      | - Датум објављивања: 3. децембар 1983. - Издавачка кућа: Saisons - Формат: винил, касета       | —        | —        | —        | —        | —        | —        | —        | —        | —        | —        |                         |                   |
| Mélanie | - Датум објављивања: 22. август 1984. - Издавачка кућа: TBS - Формат: винил, касета            | —        | —        | —        | —        | —        | —        | —        | —        | —        | —        |                         | - КАН: Златно     |
| C'est pour toi                                                                                                | - Датум објављивања: 27. август 1985. - Издавачка кућа: TBS - Формат: винил, касета            | —        | —        | —        | —        | —        | —        | —        | —        | —        | —        |                         |                   |
| Incognito | - Датум објављивања: 2. април 1987. - Издавачка кућа: Columbia Records - Формат: винил, касета | —        | —        | 65       | —        | —        | —        | —        | —        | —        | —        | - Свет: 500,000         | - КАН: 2× Платина |
| "—" означава издање које или није дебитовало на тој топ-листи или није дебитовало у/на тој држави/територији. |                                                                                                |          |          |          |          |          |          |          |          |          |          |                         |                   |

### 1990—1999
| Назив | Детаљи | Позиција | Позиција | Позиција | Позиција | Позиција | Позиција | Позиција | Позиција | Позиција | Позиција | Број проданих примерака                                                                                     | Сертификат |
| Назив | Детаљи | КАН      | АУС      | БЕЛ      | ФРА      | НЕМ      | ЈАП      | ХОЛ      | ШВЕ      | УК       | САД      | Број проданих примерака                                                                                     | Сертификат |
| --- | --- | -------- | -------- | -------- | -------- | -------- | -------- | -------- | -------- | -------- | -------- | --- | --- |
| Unison | - Датум објављивања: 2. април 1990. - Издавачка кућа: Columbia Records, Epic Records - Формат: винил, касета, ЦД | 15       | 15       | 56       | —        | —        | —        | —        | —        | 55       | 74       | - Свет: 3,000,000 - ФРА: 145,000 - САД: 1,227,000                                                           | - КАН: 7× Платина - ФРА: Златно - УК: Златно - САД: Платина |
| Dion chante Plamondon (Des mots qui sonnent)                                                                  | - Датум објављивања: 4. новембар 1991. - Издавачка кућа: Columbia, Epic - Формат: винил, касета, ЦД              | 57       | —        | 17       | 4        | —        | —        | —        | —        | —        | —        | - Свет: 2,000,000 - ФРА: 660,000 - САД: 275,000                                                             | - БЕЛ: Златно - КАН: 2× Платина - ФРА: 2× Платина |
| Celine Dion                                                                                                   | - Датум објављивања: 30. март 1992. - Издавачка кућа: Columbia, Epic - Формат: ЦД, винил, минидиск, касета       | 3        | 15       | —        | —        | —        | 59       | —        | —        | 70       | 34       | - Свет: 5,000,000 - ФРА: 115,000 - САД: 2,400,000                                                           | - КАН: Дијамантски - АУС: Златно - ЈАП: Златно - УК: Златно - САД: 2× Платина |
| The Colour of My Love                                                                                         | - Датум објављивања: 9. новембар 1993. - Издавачка кућа: Columbia, Epic - Формат: ЦД, винил, минидиск, касета    | 1        | 1        | 1        | 7        | 16       | 7        | 2        | 9        | 1        | 4        | - Свет: 20,000,000 - КАН: 1,500,000 - FRA: 352,600 - ЈАП: 1,013,450 - УК: 1,816,915 - САД: 4,600,000        | - КАН: Дијамантски - АУС: 8× Платина - БЕЛ: 2× Платина - ФРА: Платина - НЕМ: Златно - ЈАП: 3× Платина - ХОЛ: 3× Платина - ШВА: Платина - УК: 5× Платина - САД: 6× Платина - ЕУ: 4× Платина            |
| D'eux (француски албум)                                                                                       | - Датум објављивања: 27. март 1995. - Издавачка кућа: Columbia, Epic - Формат: ЦД, касета                        | 29       | —        | 1        | 1        | 69       | 50       | 1        | 1        | 7        | —        | - Свет: 10,000,000 - ФРА: 4,500,000 - УК: 250,000 - САД: 300,000                                            | - КАН: 7× Платина - БЕЛ: 6× Платина - ФРА: Дијамантски - ХОЛ: Платина - ШВА: 4× Платина - УК: Златно - ЕУ: 8× Платина                                                                                 |
| Falling into You                                                                                              | - Датум објављивања: 11. март 1996. - Издавачка кућа: Columbia, Epic - Формат: винил, касета, ЦД                 | 1        | 1        | 1        | 1        | 5        | 6        | 1        | 1        | 1        | 1        | - Свет: 32,000,000 - АУС: 1,000,000 - ФРА: 1,172,500 - САД: 10,812,000                                      | - КАН: Дијамантски - АУС: 13× Платина - БЕЛ: 4× Платина - ФРА: Дијамантски - НЕМ: 5× Златно - ЈАП: 4×Платина - ХОЛ: 6× Платина - ШВА: 3× Платина - УК: 7× Платина - САД: 11× Платина - ЕУ: 9× Платина |
| Let's Talk About Love                                                                                         | - Датум објављивања: 14. новембар 1997. - Издавачка кућа: Columbia, Epic - Формат: ЦД, касета                    | 1        | 1        | 1        | 1        | 1        | 5        | 1        | 1        | 1        | 1        | - Свет: 31,000,000 - КАН: 1,700,000 - ФРА: 1,610,000 - УК: 1,984,152 - САД: 9,601,000                       | - КАН: Дијамантски - АУС: 6× Платина - БЕЛ: 4× Платина - ФРА: Дијамантски - НЕМ: 3× Платина - ЈАП: Милион - ХОЛ: 5× Платина - ШВА: 6× Платина - УК: 6× Платина - САД: 10× Платина - EU: 10× Платина   |
| S'il suffisait d'aimer                                                                                        | - Датум објављивања: 7. септембар 1998. - Издавачка кућа: Columbia, Epic - Формат: ЦД, касета                    | 1        | —        | 1        | 1        | 11       | 37       | 4        | 1        | 17       | —        | - Свет: 4,000,000 - CAN: 500,000 - FRA: 1,890,000 - НЕМ: 120,000 - ЈАП: 41,000 - УК: 100,000 - САД: 112,000 | - КАН: 4× Платина - БЕЛ: Платинаm - ФРА: Дијамантски - ХОЛ: Златно - ШВА: 2× Платина - УК: Златно - ЕУ: 2× Платина                                                                                    |
| These Are Special Times                                                                                       | - Датум објављивања: 30. октобар 1998. - Издавачка кућа: Columbia, Epic - Формат: ЦД, касета, минидиск           | 1        | 6        | 12       | 23       | 3        | 4        | 3        | 1        | 20       | 2        | - Свет: 12,000,000 - ФРА: 80,000 - ЈАП: 500,000 - САД: 5,440,000                                            | - КАН: Дијамантски - АУС: Платина - БЕЛ: Платина - НЕМ: Златно - ЈАП: 2× Платина - ХОЛ: Златно - ШВА: 2× Платина - УК: Платина - САД: 5× Платина - ЕУ: Платина                                        |
| "—" означава издање које или није дебитовало на тој топ-листи или није дебитовало у/на тој држави/територији. | |          |          |          |          |          |          |          |          |          |          | | |

### 2000—2009
| Назив | Детаљи | Позиција | Позиција | Позиција | Позиција | Позиција | Позиција | Позиција | Позиција | Позиција | Позиција | Број проданих примерака                                           | Сертификат |
| Назив | Детаљи | КАН      | АУС      | БЕЛ      | ФРА      | НЕМ      | ЈАП      | ХОЛ      | ШВА      | УК       | САД      | Број проданих примерака                                           | Сертификат |
| --- | --- | -------- | -------- | -------- | -------- | -------- | -------- | -------- | -------- | -------- | -------- | ----------------------------------------------------------------- | --- |
| A New Day Has Come                                                                                            | - Датум објављивања: 22 March 2002 - Издавачка кућа: Columbia, Epic - Формат: ЦД, касета, минидисд, СД              | 1        | 1        | 1        | 1        | 2        | 15       | 1        | 1        | 1        | 1        | - Свет: 12,000,000 - АУС: 160,000 - ФРА: 975,000 - САД: 3,307,000 | - КАН: 6× Платина - АУС: 2× Платина - БЕЛ: 2× Платина - ФРА: 3× Платина - НЕМ: 3× Златно - ЈАП: Златно - ХОЛ: Платина - ШВЕ: 3× Платина - УК: Платина - САД: 3× Платина - ЕУ: 3× Платина |
| One Heart | - Датум објављивања: 24. март 2003. - Издавачка кућа: Columbia, Epic - Формат: ЦД, касета                           | 1        | 6        | 1        | 1        | 6        | 27       | 3        | 1        | 4        | 2        | - Свет: 5,000,000 - ФРА: 270,900 - УК: 204,075 - САД: 1,800,000   | - КАН: 3× Платина - АУС: Платина - БЕЛ: Златно - ФРА: Платина - НЕМ: Златно - ШВЕ: Платина - УК: Златно - САД: 2× Платина - ЕУ: Платина                                                  |
| 1 fille & 4 types                                                                                             | - Датум објављивања: 13. октобар 2003. - Издавачка кућа: Columbia, Epic - Формат: ЦД, касета, ЦД/DVD                | 1        | —        | 1        | 1        | 26       | —        | 30       | 2        | —        | —        | - КАН: 100,000 - ФРА: 845,000 - САД: 26,000                       | - БЕЛ: Платина - ФРА: 2× Платина - ШВА: Платина |
| Miracle | - Датум објављивања: 11. октобар 2004. - Издавачка кућа: Columbia, Epic - Формат: ЦД, ЦД/DVD                        | 1        | 15       | 1        | 4        | 34       | 168      | 4        | 6        | 5        | 4        | - ФРА: 145,000 - УК: 109,963 - САД: 944,000                       | - БЕЛ: Златно - ФРА: Златно - ШВА: Златно - УК: Златно - САД: Платина |
| D'elles | - Датум објављивања: 18. мај 2007. - Издавачка кућа: Columbia, Epic - Формат: ЦД, ЦД/DVD, дигиталано преузимање     | 1        | —        | 1        | 1        | 52       | —        | 50       | 3        | —        | —        | - ФРА: 340,000                                                    | - КАН: 2× Платина - БЕЛ: Златно - ФРА: Платина - ШВА: Златно |
| Taking Chances                                                                                                | - Датум објављивања: 7. новембар 2007. - Издавачка кућа: Columbia, Epic - Формат: ЦД, ЦД/DVD, дигиталано преузимање | 1        | 12       | 3        | 2        | 5        | 6        | 4        | 1        | 5        | 3        | - Свет: 3,100,000 - ФРА: 150,000 - UK: 392,998 - САД: 1,100,000   | - КАН: 4× Платина - АУС: Платина - БЕЛ: Златно - ФРА: Златно - ЈАП: Златно - ХОЛ: Златно - ШВА: Платина - УК: Платина - САД: Платина                                                     |
| "—" означава издање које или није дебитовало на тој топ-листи или није дебитовало у/на тој држави/територији. | |          |          |          |          |          |          |          |          |          |          |                                                                   | |

### 2010—
| Назив | Детаљи | Позиција | Позиција | Позиција | Позиција | Позиција | Позиција | Позиција | Позиција | Позиција | Позиција | Број проданих примерака                                       | Сертификат                                                                    |
| Назив | Детаљи | КАН      | АУС      | БЕЛ      | ФРА      | НЕМ      | ЈАП      | ХОЛ      | ШВЕ      | УК       | САД      | Број проданих примерака                                       | Сертификат                                                                    |
| --- | --- | -------- | -------- | -------- | -------- | -------- | -------- | -------- | -------- | -------- | -------- | ------------------------------------------------------------- | ----------------------------------------------------------------------------- |
| Sans attendre                                                                                                 | - Датум објављивања: 2. новембар 2012. - Издавачка кућа: Columbia - Формат: ЦД, дигиталано преузимање        | 1        | —        | 1        | 1        | 44       | —        | 20       | 2        | 158      | —        | - Свет: 1,500,000 - КАН: 300,000 - ФРА: 805,000               | - КАН: 3× Платина - БЕЛ: Платина - ФРА: Дијамантски - ШВА: Златно             |
| Loved Me Back to Life                                                                                         | - Датум објављивања: 1. новембар 2013. - Издавачка кућа: Columbia - Формат: ЦД, винил, дигиталано преузимање | 1        | 9        | 2        | 3        | 9        | 34       | 1        | 3        | 3        | 2        | - Свет: 1,500,000 - ФРА: 240,000 - УК: 350,000 - САД: 300,000 | - КАН: 4× Платина - БЕЛ: Златно - ФРА: 2× Платина - УК: Платина - ШВА: Златно |
| Encore un soir                                                                                                | - Датум објављивања: 26. август 2016. - Издавачка кућа: Columbia - Формат: ЦД, винил, дигиталано преузимање  | 1        | —        | 1        | 1        | 16       | —        | 7        | 1        | 88       | —        | - Свет: 1,500,000 - ФРА: 800,000                              | - КАН: 2× Платина - БЕЛ: Платина - ФРА: Дијамантски - ШВА: Платина            |
| "—" означава издање које или није дебитовало на тој топ-листи или није дебитовало у/на тој држави/територији. | |          |          |          |          |          |          |          |          |          |          |                                                               |                                                                               |

## Уживо албуми

### 1980—1989
| Назив | Детаљи                                                                                | Позиција | Позиција | Позиција | Позиција | Позиција | Позиција | Позиција | Позиција | Позиција | Позиција | Број проданих примерака | Сертификат |
| Назив | Детаљи                                                                                | КАН      | АУС      | БЕЛ      | ФРА      | НЕМ      | ЈАП      | ХОЛ      | ШВЕ      | УК       | САД      | Број проданих примерака | Сертификат |
| --- | ------------------------------------------------------------------------------------- | -------- | -------- | -------- | -------- | -------- | -------- | -------- | -------- | -------- | -------- | ----------------------- | ---------- |
| Céline Dion en concert                                                                                        | - Датум објављивања: 20. децембар 1985. - Издавачка кућа: TBS - Формат: винил, касета | —        | —        | —        | —        | —        | —        | —        | —        | —        | —        |                         |            |
| "—" означава издање које или није дебитовало на тој топ-листи или није дебитовало у/на тој држави/територији. |                                                                                       |          |          |          |          |          |          |          |          |          |          |                         |            |

### 1990—1999
| Назив | Детаљи                                                                                        | Позиција | Позиција | Позиција | Позиција | Позиција | Позиција | Позиција | Позиција | Позиција | Позиција | Број проданих примерака       | Сертификат                                                                                       |
| Назив | Детаљи                                                                                        | КАН      | АУС      | БЕЛ      | ФРА      | НЕМ      | ЈАП      | ХОЛ      | ШВЕ      | УК       | САД      | Број проданих примерака       | Сертификат                                                                                       |
| --- | --------------------------------------------------------------------------------------------- | -------- | -------- | -------- | -------- | -------- | -------- | -------- | -------- | -------- | -------- | ----------------------------- | ------------------------------------------------------------------------------------------------ |
| À l'Olympia                                                                                                   | - Датум објављивања: 21. новембар 1994. - Издавачка кућа: Columbia, Epic - Формат: ЦД, касета | 31       | —        | 19       | 10       | —        | —        | —        | —        | —        | —        | - КАН: 200,000 - ФРА: 394,100 | - КАН: Платина - ФРА: Платина - ЕУ: Платина                                                      |
| Live à Paris                                                                                                  | - Датум објављивања: 21. октобар 1996. - Издавачка кућа: Columbia, Epic - Формат: ЦД, касета  | 7        | —        | 1        | 1        | 63       | —        | 9        | 1        | 53       | —        | - КАН: 280,000 - ФРА: 810,000 | - КАН: 2× Платина - БЕЛ: Платина - ФРА: 2× Платина - ХОЛ: Златно - ШВА: Платина - ЕУ: 2× Платина |
| Au cœur du stade                                                                                              | - Датум објављивања: 27. август 1999. - Издавачка кућа: Columbia, Epic - Формат: ЦД, касета   | 15       | —        | 1        | 1        | 37       | —        | 23       | 1        | 146      | —        | - ФРА: 700,000                | - КАН: Златно - БЕЛ:Платина - ФРА: 2× Платина - ШВА: Платина                                     |
| "—" означава издање које или није дебитовало на тој топ-листи или није дебитовало у/на тој држави/територији. |                                                                                               |          |          |          |          |          |          |          |          |          |          |                               |                                                                                                  |

### 2000—2009
| Назив | Детаљи                                                                                   | Позиција | Позиција | Позиција | Позиција | Позиција | Позиција | Позиција | Позиција | Позиција | Позиција | Број проданих примерака      | Сертификат                  |
| Назив | Детаљи                                                                                   | КАН      | АУС      | БЕЛ      | ФРА      | НЕМ      | ЈАП      | ХОЛ      | ШВЕ      | УК       | САД      | Број проданих примерака      | Сертификат                  |
| --- | ---------------------------------------------------------------------------------------- | -------- | -------- | -------- | -------- | -------- | -------- | -------- | -------- | -------- | -------- | ---------------------------- | --------------------------- |
| A New Day... Live in Las Vegas                                                                                | - Датум објављивања: 14. јун 2004. - Издавачка кућа: Columbia, Epic - Формат: ЦД, ЦД/DVD | 2        | 69       | 4        | 9        | 20       | —        | 12       | 13       | 22       | 10       | - ФРА: 55,000 - САД: 530,000 | - УК: Сребрно - САД: Златно |
| "—" означава издање које или није дебитовало на тој топ-листи или није дебитовало у/на тој држави/територији. |                                                                                          |          |          |          |          |          |          |          |          |          |          |                              |                             |

### 2010—
| Назив | Детаљи | Позиција | Позиција | Позиција | Позиција | Позиција | Позиција | Позиција | Позиција | Позиција | Позиција | Број проданих примерака | Сертификат                                                                         |
| Назив | Детаљи | КАН      | АУС      | БЕЛ      | ФРА      | НЕМ      | ЈАП      | ХОЛ      | ШВЕ      | УК       | САД      | Број проданих примерака | Сертификат                                                                         |
| --- | --- | -------- | -------- | -------- | -------- | -------- | -------- | -------- | -------- | -------- | -------- | ----------------------- | ---------------------------------------------------------------------------------- |
| Taking Chances World Tour: The Concert (Tournée mondiale Taking Chances: le spectacle)                        | - Датум објављивања: 29. април 2010. - Издавачка кућа: Columbia, Epic - Формат: ЦД/DVD, дигитално преузимање | 1        | 4        | 3        | 5        | 3        | 16       | 11       | 1        | 11       | 1        | - ФРА: 35,100           | - КАН: Дијамантски - КАН: 4× Платина - ФРА: Златно - УК: Сребрно - САД: Платина[c] |
| Céline une seule fois / Live 2013                                                                             | - Датум објављивања: 16. мај 2014. - Издавачка кућа: Columbia - Формат: 2ЦД/DVD, 2ЦД/БД                      | 10       | —        | 4        | 2        | 56       | —        | 12       | 11       | —        | —        | - ФРА: 75,000           | - ФРА: Златно                                                                      |
| "—" означава издање које или није дебитовало на тој топ-листи или није дебитовало у/на тој држави/територији. | |          |          |          |          |          |          |          |          |          |          |                         |                                                                                    |

## Компилацијски албуми

### 1980—1989
| Назив | Детаљи                                                                                               | Позиција | Позиција | Позиција | Позиција | Позиција | Позиција | Позиција | Позиција | Позиција | Позиција | Број проданих примерака | Сертификат |
| Назив | Детаљи                                                                                               | КАН      | АУС      | БЕЛ      | ФРА      | НЕМ      | ЈАП      | ХОЛ      | ШВЕ      | УК       | САД      | Број проданих примерака | Сертификат |
| --- | --- | -------- | -------- | -------- | -------- | -------- | -------- | -------- | -------- | -------- | -------- | ----------------------- | ---------- |
| Du soleil au cœur                                                                                             | - Датум објављивања: 20. септембар 1983. - Издавачка кућа: Pathé Records/EMI - Формат: винил, касета | —        | —        | —        | —        | —        | —        | —        | —        | —        | —        |                         |            |
| Les plus grands succès de Céline Dion                                                                         | - Датум објављивања: 17. септембар 1984. - Издавачка кућа: TBS - Формат: винил, касета               | —        | —        | —        | —        | —        | —        | —        | —        | —        | —        |                         |            |
| Les oiseaux du bonheur                                                                                        | - Датум објављивања: 1984. - Издавачка кућа: Pathé Marconi/EMI - Формат: винил, касета               | —        | —        | —        | —        | —        | —        | —        | —        | —        | —        |                         |            |
| Les chansons en or                                                                                            | - Датум објављивања: 22. април 1986. - Издавачка кућа: TBS - Формат: винил, касета, ЦД               | —        | —        | —        | —        | —        | —        | —        | —        | —        | —        |                         |            |
| The Best of Celine Dion                                                                                       | - Датум објављивања: јун 1988. - Издавачка кућа: Carrere - Формат: винил, касета, ЦД                 | —        | —        | —        | —        | —        | —        | —        | —        | —        | —        |                         |            |
| "—" означава издање које или није дебитовало на тој топ-листи или није дебитовало у/на тој држави/територији. | |          |          |          |          |          |          |          |          |          |          |                         |            |

### 1990—1999
| Назив | Детаљи | Позиција | Позиција | Позиција | Позиција | Позиција | Позиција | Позиција | Позиција | Позиција | Позиција | Број проданих примерака                                            | Сертификат |
| Назив | Детаљи | КАН      | АУС      | БЕЛ      | ФРА      | НЕМ      | ЈАП      | ХОЛ      | ШВЕ      | УК       | САД      | Број проданих примерака                                            | Сертификат |
| --- | --- | -------- | -------- | -------- | -------- | -------- | -------- | -------- | -------- | -------- | -------- | ------------------------------------------------------------------ | --- |
| Les premières années                                                                                          | - Датум објављивања: 10. јануар 1994. - Издавачка кућа: Versailles - Формат: ЦД                                        | —        | —        | 12       | —        | —        | —        | —        | —        | —        | —        | - ФРА: 180,000                                                     | - ФРА: Златно |
| Gold Vol. 1 (Les premières chansons vol. 1)                                                                   | - Датум објављивања: 2. октобар 1995. - Издавачка кућа: BR Music, Budde Music, D-Sharp, Empire Music, MVM - Формат: ЦД | —        | —        | 32       | 30       | —        | 64       | —        | —        | 135      | —        | - ФРА: 385,400                                                     | - ФРА: 2× Златно |
| Gold Vol. 2 (Les premières chansons vol. 2)                                                                   | - Датум објављивања: 2. октобар 1995. - Издавачка кућа: Versailles - Формат: ЦД                                        | —        | —        | 51       | —        | —        | —        | —        | —        | —        | —        | - ФРА: 130,000                                                     | - ФРА: Златно |
| C'est pour vivre                                                                                              | - Датум објављивања: 3. фебруар 1997. - Издавачка кућа: Leader Music, Music Club International - Формат: ЦД            | —        | —        | 32       | —        | —        | —        | —        | —        | 49       | —        |                                                                    | |
| The Collection 1982–1988                                                                                      | - Датум објављивања: 4. јул 1997. - Издавачка кућа: Arcade, BR Music, Divucsa - Формат: ЦД                             | —        | —        | 20       | —        | —        | —        | 37       | —        | —        | —        |                                                                    | |
| All the Way... A Decade of Song                                                                               | - Датум објављивања: 12. новембар 1999. - Издавачка кућа: Columbia, Epic - Формат: ЦД, САЦД, минидиск, касета          | 1        | 1        | 1        | 1        | 1        | 1        | 1        | 1        | 1        | 1        | - Свет: 17,000,000 - ФРА: 775,600 - УК: 1,318,223 - САД: 8,100,000 | - КАН: Дијамантски - АУС: 3× Платина - БЕЛ: 3× Платина - ФРА: 2× Платина - НЕМ: 7× Златно - ЈАП: 2× Милион - ШВА: 3× Платина - УК: 4× Платина - САД: 7× Платина - ЕУ: 5× Платина |
| "—" означава издање које или није дебитовало на тој топ-листи или није дебитовало у/на тој држави/територији. | |          |          |          |          |          |          |          |          |          |          |                                                                    | |

### 2000—2009
| Назив | Детаљи | Позиција | Позиција | Позиција | Позиција | Позиција | Позиција | Позиција | Позиција | Позиција | Позиција | Број проданих примерака                         | Сертификат                                                                                        |
| Назив | Детаљи | КАН      | АУС      | БЕЛ      | ФРА      | НЕМ      | ЈАП      | ХОЛ      | ШВЕ      | УК       | САД      | Број проданих примерака                         | Сертификат                                                                                        |
| --- | --- | -------- | -------- | -------- | -------- | -------- | -------- | -------- | -------- | -------- | -------- | ----------------------------------------------- | ------------------------------------------------------------------------------------------------- |
| The Early Singles                                                                                             | - Датум објављивања: 21. фебруар 2000. - Издавачка кућа: BR Music - Формат: ЦД                                       | —        | —        | —        | —        | —        | —        | —        | —        | —        | —        |                                                 |                                                                                                   |
| The Collector's Series, Volume One (Tout en amour)                                                            | - Датум објављивања: 20. октобар 2000. - Издавачка кућа: Columbia, Epic - Формат: ЦД, касета                         | 4        | 51       | 33       | 1        | 28       | 13       | 15       | 12       | 30       | 28       | - Свет: 3,000,000 - ФРА: 180,000 - САД: 914,000 | - ФРА: Златно - НЕМ: Златно - ЈАП: Златно - ХОЛ: Златно - ШВА: Златно - УК: Сребрно - САД: Златно |
| On ne change pas (Best Of – 3 CD)                                                                             | - Датум објављивања: 30. септембар 2005. - Издавачка кућа: Columbia, Epic - Формат: ЦД, ЦД/DVD, дигитално преузимање | 2        | —        | 1        | 1        | 72       | —        | 59       | 2        | —        | —        | - ФРА: 790,000                                  | - КАН: 3× Платина - БЕЛ: Платина - ФРА: 3× Платина - ШВА: Златно                                  |
| Complete Best                                                                                                 | - Датум објављивања: 27. фебруар 2008. - Издавачка кућа: Epic/Sony Records - Формат: ЦД                              | —        | —        | —        | —        | —        | 3        | —        | —        | —        | —        | - ЈАП: 173,100                                  | - ЈАП: Златно                                                                                     |
| My Love: Essential Collection (The Essential)                                                                 | - Датум објављивања: 24. октобар 2008. - Издавачка кућа: Columbia, Epic - Формат: ЦД, дигитално преузимање           | 2        | 24       | 1        | 1        | 24       | —        | 1        | 9        | 5        | 8        | - ФРА: 85,000 - САД: 543,667                    | - КАН: 2× Платина - БЕЛ: Платина - ХОЛ: Платина - УК: 3× Платина                                  |
| "—" означава издање које или није дебитовало на тој топ-листи или није дебитовало у/на тој држави/територији. | |          |          |          |          |          |          |          |          |          |          |                                                 |                                                                                                   |

### 2010—
| Назив | Детаљи | Позиција | Позиција | Позиција | Позиција | Позиција | Позиција | Позиција | Позиција | Позиција | Позиција | Број проданих примерака | Сертификат    |
| Назив | Детаљи | КАН      | АУС      | БЕЛ      | ФРА      | НЕМ      | ЈАП      | ХОЛ      | ШВЕ      | УК       | САД      | Број проданих примерака | Сертификат    |
| --- | --- | -------- | -------- | -------- | -------- | -------- | -------- | -------- | -------- | -------- | -------- | ----------------------- | ------------- |
| The Best of Celine Dion & David Foster                                                                        | - Датум објављивања: 19. октобар 2012. - Издавачка кућа: Sony - Формат: ЦД, дигитално преузимање           | —        | —        | —        | —        | —        | —        | —        | —        | —        | —        |                         |               |
| Un peu de nous                                                                                                | - Датум објављивања: 21. јул 2017. - Издавачка кућа: Columbia - Формат: 3ЦД                                | —        | —        | 6        | 1        | —        | —        | —        | —        | —        | —        | - ФРА: 80,082           | - ФРА: Златно |
| The Best So Far... 2018 Tour Edition                                                                          | - Датум објављивања: 30. мај 2018. - Издавачка кућа: SMEJ - Формат: блу спец цд2, ЦД, дигитално преузимање | —        | 4        | —        | —        | —        | 24       | —        | —        | —        | —        |                         |               |
| "—" означава издање које или није дебитовало на тој топ-листи или није дебитовало у/на тој држави/територији. | |          |          |          |          |          |          |          |          |          |          |                         |               |

## Бокс сетови

### 1990—1999
| Назив | Детаљи                                                                            | Позиција | Позиција | Позиција | Позиција | Позиција | Позиција | Позиција | Позиција | Позиција | Позиција | Број проданих примерака | Сертификат |
| Назив | Детаљи                                                                            | КАН      | АУС      | БЕЛ      | ФРА      | НЕМ      | ЈАП      | ХОЛ      | ШВЕ      | УК       | САД      | Број проданих примерака | Сертификат |
| --- | --------------------------------------------------------------------------------- | -------- | -------- | -------- | -------- | -------- | -------- | -------- | -------- | -------- | -------- | ----------------------- | ---------- |
| Celine Dion/Unison                                                                                            | - Датум објављивања: 12. фебруар 1996. - Издавачка кућа: Epic - Формат: 2ЦД       | —        | —        | —        | —        | —        | —        | —        | —        | —        | —        |                         |            |
| Gold Vol. 1/Unison/Gold Vol. 2                                                                                | - Датум објављивања: 4. новембар 1996. - Издавачка кућа: Versailles - Формат: 3ЦД | —        | —        | —        | —        | —        | —        | —        | —        | —        | —        |                         |            |
| Les premières chansons vol. 1/Les premières chansons vol. 2                                                   | - Датум објављивања: 19. октобар 1998. - Издавачка кућа: Versailles - Формат: 2ЦД | —        | —        | —        | —        | —        | —        | —        | —        | —        | —        |                         |            |
| "—" означава издање које или није дебитовало на тој топ-листи или није дебитовало у/на тој држави/територији. |                                                                                   |          |          |          |          |          |          |          |          |          |          |                         |            |

### 2000—2009
| Назив | Детаљи                                                                                | Позиција | Позиција | Позиција | Позиција | Позиција | Позиција | Позиција | Позиција | Позиција | Позиција | Број проданих примерака | Сертификат |
| Назив | Детаљи                                                                                | КАН      | АУС      | БЕЛ      | ФРА      | НЕМ      | ЈАП      | ХОЛ      | ШВЕ      | УК       | САД      | Број проданих примерака | Сертификат |
| --- | ------------------------------------------------------------------------------------- | -------- | -------- | -------- | -------- | -------- | -------- | -------- | -------- | -------- | -------- | ----------------------- | ---------- |
| Des mots qui sonnent/Celine Dion/À l'Olympia                                                                  | - Датум објављивања: 23. октобар 2000. - Издавачка кућа: Columbia - Формат: 3ЦД       | —        | —        | —        | —        | —        | —        | —        | —        | —        | —        |                         |            |
| Unison/Celine Dion/The Colour of My Love                                                                      | - Датум објављивања: 26. март 2002. - Издавачка кућа: Epic - Формат: 3ЦД              | —        | —        | —        | —        | —        | —        | —        | —        | —        | —        |                         |            |
| S'il suffisait d'aimer/D'eux                                                                                  | - Датум објављивања: 19. мај 2003. - Издавачка кућа: Columbia - Формат: 2ЦД           | —        | —        | —        | —        | —        | —        | —        | —        | —        | —        |                         |            |
| À l'Olympia/Au cœur du stade                                                                                  | - Датум објављивања: 15. септембар 2003. - Издавачка кућа: Columbia - Формат: 2ЦД     | —        | —        | —        | —        | —        | —        | —        | —        | —        | —        |                         |            |
| All the Way... A Decade of Song & Video/All the Way... A Decade of Song                                       | - Датум објављивања: 19. септембар 2003. - Издавачка кућа: Epic - Формат: DVD/ЦД      | —        | —        | —        | —        | —        | —        | —        | —        | —        | —        |                         |            |
| Let's Talk About Love/A New Day Has Come                                                                      | - Датум објављивања: 27. септембар 2004. - Издавачка кућа: Columbia - Формат: 2ЦД     | —        | —        | —        | —        | —        | —        | —        | —        | —        | —        |                         |            |
| 1 fille & 4 types/D'eux/S'il suffisait d'aimer                                                                | - Датум објављивања: 15. септембар 2006. - Издавачка кућа: Columbia - Формат: 3ЦД     | —        | —        | —        | —        | —        | —        | —        | —        | —        | —        |                         |            |
| Let's Talk About Love / Falling into You / A New Day Has Come                                                 | - Датум објављивања: 29. октобар 2007. - Издавачка кућа: Columbia - Формат: 3ЦД       | 97       | —        | —        | —        | —        | —        | —        | —        | 106      | —        |                         |            |
| Let's Talk About Love/Celine Dion                                                                             | - Датум објављивања: 26. фебруар 2008. - Издавачка кућа: Columbia - Формат: 2ЦД       | —        | —        | —        | —        | —        | —        | —        | —        | —        | —        |                         |            |
| Ultimate Box                                                                                                  | - Датум објављивања: 27. фебруар 2008. - Издавачка кућа: Epic/Sony - Формат: 2ЦД/3ДВД | —        | —        | —        | —        | —        | 109      | —        | —        | —        | —        |                         |            |
| Celine Dion/S'il suffisait d'aimer                                                                            | - Датум објављивања: 5. септембар 2008. - Издавачка кућа: Columbia - Формат: 2ЦД      | —        | —        | —        | —        | —        | —        | —        | —        | —        | —        |                         |            |
| The Colour of My Love/The Colour of My Love Concert                                                           | - Датум објављивања: 12. септембар 2008. - Издавачка кућа: Columbia - Формат: ЦД/DVD  | —        | —        | —        | —        | —        | —        | —        | —        | —        | —        |                         |            |
| "—" означава издање које или није дебитовало на тој топ-листи или није дебитовало у/на тој држави/територији. |                                                                                       |          |          |          |          |          |          |          |          |          |          |                         |            |

### 2010—
| Назив | Детаљи                                                                               | Позиција | Позиција | Позиција | Позиција | Позиција | Позиција | Позиција | Позиција | Позиција | Позиција | Број проданих примерака | Сертификат |
| Назив | Детаљи                                                                               | КАН      | АУС      | БЕЛ      | ФРА      | НЕМ      | ЈАП      | ХОЛ      | ШВЕ      | УК       | САД      | Број проданих примерака | Сертификат |
| --- | ------------------------------------------------------------------------------------ | -------- | -------- | -------- | -------- | -------- | -------- | -------- | -------- | -------- | -------- | ----------------------- | ---------- |
| D'elles/D'eux | - Датум објављивања: 15. септембар 2010. - Издавачка кућа: Columbia - Формат: 2ЦД    | —        | —        | —        | 111      | —        | —        | —        | —        | —        | —        |                         |            |
| Unison/Celine Dion/The Colour of My Love/D'eux/One Heart                                                            | - Датум објављивања: 9. јануар 2012. - Издавачка кућа: Columbia - Формат: 5ЦД        | —        | —        | —        | —        | —        | —        | —        | —        | —        | —        |                         |            |
| Unison/Falling into You/Let's Talk About Love                                                                       | - Датум објављивања: 2. октобар 2012. - Издавачка кућа: Columbia - Формат: 3ЦД       | —        | —        | —        | —        | —        | —        | —        | —        | —        | —        |                         |            |
| La collection: Des mots qui sonnent/D'eux/S'il suffisait d'aimer/Au cœur du stade (video)/1 fille & 4 types/D'elles | - Датум објављивања: 18. новембар 2013. - Издавачка кућа: Columbia - Формат: 5ЦД/DVD | —        | —        | —        | 126      | —        | —        | —        | —        | —        | —        |                         |            |
| 1 fille & 4 types/Sans attendre                                                                                     | - Датум објављивања: 18. август 2014. - Издавачка кућа: Columbia - Формат: 2ЦД       | —        | —        | —        | 76       | —        | —        | —        | —        | —        | —        |                         |            |
| Celine Dion Collection                                                                                              | - Датум објављивања: 3. јун 2016. - Издавачка кућа: Columbia - Формат: 10ЦД          | —        | —        | —        | 123      | —        | —        | —        | —        | —        | —        |                         |            |
| On ne change pas/My Love: Essential Collection                                                                      | - Датум објављивања: 12. август 2016. - Издавачка кућа: Columbia - Формат: 2ЦД       | —        | —        | —        | 80       | —        | —        | —        | —        | —        | —        |                         |            |
| S'il suffisait d'aimer/Live à Paris                                                                                 | - Датум објављивања: 12. август 2016. - Издавачка кућа: Columbia - Формат: 2ЦД       | —        | —        | —        | 128      | —        | —        | —        | —        | —        | —        |                         |            |
| Loved Me Back to Life/A New Day Has Come                                                                            | - Датум објављивања: 12. август 2016. - Издавачка кућа: Columbia - Формат: 2ЦД       | —        | —        | —        | 152      | —        | —        | —        | —        | —        | —        |                         |            |
| Encore un soir/Sans attendre                                                                                        | - Датум објављивања: 17. август 2018. - Издавачка кућа: Columbia - Формат: 2ЦД       | —        | —        | —        | 79       | —        | —        | —        | —        | —        | —        |                         |            |

## Рефернеце
1. ↑  „Celine Dion honoured at World Music Awards”. CTV News. 05. 11. 2007. Архивирано из оригинала 02. 02. 2017. г. Приступљено 28. 08. 2014.
2. 1 2  
Unison worldwide sales:
  - Ball, David. „This Week in History: December 12 to 18”. Canadian Music Hall of Fame. Архивирано из оригинала 29. 09. 2014. г. Приступљено 17. 08. 2014.
  - „On This Day”. Five Star Feeling Inc. 05. 04. 2013. Архивирано из оригинала 08. 04. 2013. г. Приступљено 17. 08. 2014.
3. 1 2 3 4 5 6 7 8 9 10 11 12 13 14 15 16 17 18 19 20 21 22 23 24 25 26 27 28 29  „Canadian album certifications – Celine Dion”. Music Canada. Приступљено 17. 08. 2014.
4. 1 2 3  
The Colour of My Love worldwide sales:
  - Ball, David. „This Week in History: December 12 to 18”. Canadian Music Hall of Fame. Архивирано из оригинала 29. 09. 2014. г. Приступљено 17. 08. 2014.
  - Hamard, Jonathan (12. 09. 2010). „Série de l'été : la carrière de Céline Dion” (на језику: French). PureMédias. Приступљено 17. 08. 2014.
5. 1 2 3 4 5 6 7 8 9 10 11 12 13 14 15 16  „American album certifications – Celine Dion”. Recording Industry Association of America. Приступљено 17. 08. 2014. If necessary, click Advanced, then click Format, then select Album,  then click SEARCH
6. ↑  
Ball, David. „This Week in History: December 12 to 18”. Canadian Music Hall of Fame. Архивирано из оригинала 29. 09. 2014. г. Приступљено 17. 08. 2014.
  - Hamard, Jonathan (12. 09. 2010). „Série de l'été : la carrière de Céline Dion” (на језику: French). PureMédias. Приступљено 17. 08. 2014.
7. 1 2  D'eux worldwide sales:
  - Alain de Repentigny (03. 09. 2016). „Céline Dion établit une nouvelle marque en France”. La Presse (Canadian newspaper) (на језику: French). Приступљено 03. 09. 2016.
  - „Celine Dion Biography”. Jam!. Приступљено 18. 08. 2014.
  - Jacquot, Benjamin (30. 09. 2013). „Céline Dion et Jean-Jacques Goldman : 20 ans d'amitié” (на језику: French). France Bleu. Приступљено 18. 08. 2014.
8. ↑  „39th Grammy Awards – 1997”. Rock On The Net. Приступљено 28. 08. 2014.
9. 1 2 3 4 5 6 7 8 9 10 11 12  IFPI Platinum Europe Awards:
  - For The Colour of My Love: „IFPI Platinum Europe Awards: 1996 Awards”. International Federation of the Phonographic Industry. Архивирано из оригинала 27. 03. 2007. г. Приступљено 18. 08. 2014.
  - For À l'Olympia, Live à Paris and All the Way... A Decade of Song: „IFPI Platinum Europe Awards – 2004”. IFPI. Архивирано из оригинала 19. 10. 2007. г. Приступљено 18. 08. 2014.
  - For D'eux and Falling into You: „IFPI Platinum Europe Awards: Best-selling albums in Europe over the past decade (1998-2007)” (PDF). IFPI. Архивирано из оригинала (PDF) 25. 07. 2013. г. Приступљено 18. 08. 2014.
  - For Let's Talk About Love and S'il suffisait d'aimer: „IFPI Platinum Europe Awards: 1999 Awards”. IFPI. Архивирано из оригинала 27. 11. 2013. г. Приступљено 18. 08. 2014.
  - For These Are Special Times: „IFPI Platinum Europe Awards: 1998 Awards”. IFPI. Архивирано из оригинала 11. 10. 2008. г. Приступљено 18. 08. 2014.
  - For A New Day Has Come and One Heart: „IFPI Platinum Europe Awards – 2003”. IFPI. Архивирано из оригинала 19. 10. 2007. г. Приступљено 18. 08. 2014.
10. ↑  Caulfield, Keith (14. 11. 2014). „Billboard 200 Chart Moves: Doobie Brothers Earn Highest Charting Album Since 1980”. Billboard. Приступљено 14. 11. 2014.
11. ↑  Trust, Gary (15. 01. 2013). „Ask Billboard: 20 No. 13 Hits For 2013”. Billboard. Приступљено 19. 08. 2014.
12. 1 2 3 4 5 6  Trust, Gary (22. 05. 2016). „Ask Billboard: Celine Dion's Career Sales & Biggest Hot 100 Hits”. Billboard. Приступљено 23. 05. 2016.
13. 1 2  Caulfield, Keith (24. 11. 2016). „What Are the Top-Selling Christmas Albums of All Time?”. Billboard. Приступљено 24. 11. 2016.
14. 1 2  These Are Special Times worldwide sales:
  - Rio, Gilles (17. 10. 2003). „Céline Dion: The Recordbreaking Diva”. Radio France Internationale. Архивирано из оригинала 28. 09. 2013. г. Приступљено 19. 08. 2014.
  - Taylor, Chuck (2007). These Are Special Times Collector's Edition. Sony BMG Music (Canada) Inc. стр. 4.
15. 1 2  Taylor, Chuck (26. 01. 2002). „Celine's 'New Day': Exclusive: New Epic Album Due in March”. Billboard. Приступљено 20. 08. 2014.
16. 1 2 3  Grein, Paul (20. 02. 2013). „Week Ending Feb. 17, 2013. Albums: Mumford's Grammy Surge”. Yahoo!. Архивирано из оригинала 12. 04. 2013. г. Приступљено 18. 08. 2014.
17. 1 2  Alain de Repentigny (03. 09. 2016). „Céline Dion établit une nouvelle marque en France”. La Presse (на језику: French). Приступљено 03. 09. 2016.
18. ↑  „Les "Charts Runs" de chaque Album Classé” (на језику: French). InfoDisc. Архивирано из оригинала 20. 08. 2008. г. Приступљено 28. 08. 2014.
19. ↑  „Les Meilleures Ventes de CD/Albums depuis 1968” (на језику: French). InfoDisc. Архивирано из оригинала 31. 08. 2014. г. Приступљено 28. 08. 2014.
20. ↑  Trust, Gary (24. 03. 2015). „Ask Billboard: Britney Spears's Career Sales”. Billboard. Приступљено 24. 03. 2015.
21. ↑  Learn, Josh (03. 10. 2010). „High Fidelity: Top Selling Canadian Artists”. Brock Press. Архивирано из оригинала 15. 10. 2009. г. Приступљено 30. 08. 2014.
22. ↑  „Nielsen & Billboard's 2013 Canadian Music Industry Report” (PDF). Nielsen SoundScan. Архивирано из оригинала (PDF) 12. 06. 2014. г. Приступљено 28. 08. 2014.
23. ↑  Grein, Paul (29. 05. 2014). „Chart Watch: Mariah...The Disappointed Chanteuse”. Yahoo!. Приступљено 28. 08. 2014.
24. ↑  Trust, Gary (17. 07. 2016). „Ask Billboard: Britney Spears' Career Sales & How Big a Hit Will 'Make Me' Be?”. Billboard. Приступљено 17. 07. 2016.
25. 1 2 3 4 5 6 7 8 9 10 11 12 13 14 15 16 17 18 19 20 21 22 23 24 25 26 27 28 29 30  French certifications:
  - For À l'Olympia, Les premières chansons vol. 1 and Tout en amour: „Les Certifications depuis 1973” (на језику: French). InfoDisc. Архивирано из оригинала 21. 06. 2010. г. Приступљено 17. 08. 2014.
  - For all the other albums: „Les Certifications: Notre Base de Données” (на језику: French). SNEP. Архивирано из оригинала 19. 08. 2014. г. Приступљено 17. 08. 2014.
26. 1 2 3 4 5 6 7 8 9 10 11 12 13 14 15 16 17 18 19  „British album certifications – Celine Dion”. British Phonographic Industry. Приступљено 17. 08. 2014. Унесите Celine Dion у поље за претрагу и потом притисните Ентер.
27. ↑  Tuch, Paul (14. 11. 2013). „Celine Dion Scores 13th Number One Album”. New Canadian Music. Архивирано из оригинала 25. 02. 2015. г. Приступљено 28. 08. 2014.
28. ↑  „Classement Albums – année 2012” (на језику: French). SNEP. Архивирано из оригинала 02. 10. 2013. г. Приступљено 28. 08. 2014.
29. ↑  „RIAA: Top 100 Certified Albums”. Recording Industry Association of America. Архивирано из оригинала 24. 09. 2014. г. Приступљено 28. 08. 2014.
30. ↑  Bliss, Karen (29. 06. 2017). „Canada 150: Celine Dion & Shania Twain Lead Nielsen Music Canada's Top Canadian Artists Chart”. Billboard. Приступљено 02. 07. 2017.
31. 1 2  Caulfield, Keith (07. 02. 2016). „Adele's '25' Sales Surpass 8 Million in the U.S.”. Billboard. Приступљено 08. 02. 2016.
32. 1 2  Falling into You worldwide sales:
  - „Global All-Time Top 20 Albums”. everyHit.com. Приступљено 18. 08. 2014.
  - „The 10 Biggest Grammy Blunders”. Yahoo!. 24. 01. 2014. Приступљено 18. 08. 2014.
  - „The 50 best-selling albums ever”. NME. 21. 10. 2010. Приступљено 18. 08. 2014.
  - „Total Eclipse of the Charts: Songs by Jim Steinman” (PDF). jimsteinman.com. Архивирано из оригинала (PDF) 14. 05. 2014. г. Приступљено 18. 08. 2014.
  - „Musique : les 10 albums les plus vendus au monde” (на језику: French). MSN. 06. 05. 2014. Архивирано из оригинала 12. 08. 2014. г. Приступљено 18. 08. 2014.
  - „'Falling Into You' One of the 100 Greatest Canadian Albums Ever”. Five Star Feeling Inc. 11. 08. 2013. Архивирано из оригинала 12. 08. 2014. г. Приступљено 18. 08. 2014.
33. 1 2  Let's Talk About Love worldwide sales:
  - Anderson, Jason (19. 01. 2008). „Learning to Love Celine Dion”. The Globe and Mail. Архивирано из оригинала 21. 09. 2009. г. Приступљено 19. 08. 2014.
  - „The 50 best-selling albums ever”. NME. 21. 10. 2010. Приступљено 19. 08. 2014.
  - „Global All-Time Top 20 Albums”. everyHit.com. Приступљено 19. 08. 2014.
34. 1 2  A New Day Has Come worldwide sales:
  - „Queen of Hearts” (PDF). Billboard. 16. 02. 2008. стр. 30. Приступљено 13. 05. 2015.
  - Rio, Gilles (17. 10. 2003). „Céline Dion: The Recordbreaking Diva”. Radio France Internationale. Архивирано из оригинала 28. 09. 2013. г. Приступљено 19. 08. 2014.
  - Taylor, Chuck (2008). A New Day Has Come Collector's Edition. Sony BMG Music (Canada) Inc. стр. 2.
35. ↑  „Celine Dion: Music - Encore un soir”. celinedion.com. Приступљено 27. 09. 2018.
36. 1 2 3 4 5 6 7 8 9 10 11  Japanese certifications:
  - For Celine Dion: ゴールドディスク認定作品 (PDF) (на језику: Japanese). Recording Industry Association of Japan. Архивирано из оригинала (PDF) 10. 06. 2014. г. Приступљено 17. 08. 2014.
  - For The Colour of My Love: „ラヴ･ストーリーズ・スペシャル・エディション セリーヌ・ディオン 951021 (SME)” (PDF) (на језику: Japanese). RIAJ. Архивирано из оригинала (PDF) 10. 01. 2015. г. Приступљено 17. 08. 2014.
  - For Falling into You: „Falling into You セリーヌ・ディオン 960314 (SME)” (PDF) (на језику: Japanese). RIAJ. Приступљено 17. 08. 2014.
  - For Let's Talk About Love: „レッツ・トーク・アバウト・ラヴ セリーヌ・ディオン 971115 (SME)” (PDF) (на језику: Japanese). RIAJ. Приступљено 17. 08. 2014.
  - For These Are Special Times: „スペシャル・タイムス セリーヌ・ディオン 1998.10.31 (SME)” (PDF) (на језику: Japanese). RIAJ. Приступљено 17. 08. 2014.
  - For All the Way... A Decade of Song: „2ミリオン ザ・ベリー・ベスト　(All the Way... A Decade of Song)” (на језику: Japanese). RIAJ. Приступљено 17. 08. 2014.
  - For The Collector's Series, Volume One: „ザ・スペシャル・ベスト セリーヌ・ディオン 2000.10.25 (SME)” (PDF) (на језику: Japanese). RIAJ. Приступљено 17. 08. 2014.
  - For A New Day Has Come: „ア・ニュー・デイ・ハズ・カム セリーヌ・ディオン 2002.03.30 (SI)” (PDF) (на језику: Japanese). RIAJ. Архивирано из оригинала (PDF) 17. 01. 2014. г. Приступљено 17. 08. 2014.
  - For Taking Chances: „ゴールド Taking Chances” (на језику: Japanese). RIAJ. Приступљено 17. 08. 2014.
  - For Complete Best: ゴールド コンプリート・ベスト (на језику: Japanese). RIAJ. Приступљено 17. 08. 2014.
37. 1 2 3 4 5 6 7 8 9 10 11 12 13 14 15  
Canadian Albums Chart peak positions:
  - For Unison: „Top Albums/CDs – 53  (25):[[Категорија:Cite journal]], May 25, 1991”. RPM. 25. 05. 1991. Архивирано из оригинала 11. 03. 2016. г. Приступљено 16. 08. 2014. Сукоб URL—викивеза (помоћ)
  - For Dion chante Plamondon and À l'Olympia: Lwin, Nanda (1999). Top 40 Hits: The Essential Chart Guide. Music Data Canada. ISBN 978-1-896594-13-2.
  - For Celine Dion: „Hits of the World”. Billboard. 30. 05. 1992. Приступљено 16. 08. 2014.
  - For The Colour of My Love: „Top Albums/CDs – 58  (24):[[Категорија:Cite journal]], December 25, 1993”. RPM. 25. 11. 1993. Архивирано из оригинала 25. 02. 2015. г. Приступљено 16. 08. 2014. Сукоб URL—викивеза (помоћ)
  - For D'eux: „Top Albums/CDs – 61  (19):[[Категорија:Cite journal]], June 12, 1995”. RPM. 12. 06. 1995. Архивирано из оригинала 09. 08. 2014. г. Приступљено 16. 08. 2014. Сукоб URL—викивеза (помоћ)
  - For Live à Paris: „Hits of the World”. Billboard. 23. 11. 1996. Приступљено 16. 08. 2014.
  - For Taking Chances World Tour: The Concert: „Tour DVDs Take the Top 3 Spots!”. Five Star Feeling Inc. 13. 05. 2010. Архивирано из оригинала 19. 08. 2014. г. Приступљено 16. 08. 2014.
  - For all the other albums: „Celine Dion – Awards – Billboard Albums: Top Canadian Albums”. AllMusic. Приступљено 16. 08. 2014.
38. 1 2 3 4 5 6 7 8 9 10 11 12 13 14 15  Australian Albums Chart peak positions:
  - For Unison: „Hits of the World” (PDF). Billboard. 10. 10. 1992. стр. 47. Приступљено 09. 05. 2015.
  - For The Collector's Series, Volume One: „Top 100 Albums – Week Commencing 25th December 2000” (PDF). Australian Recording Industry Association. Архивирано из оригинала (PDF) 21. 02. 2002. г. Приступљено 16. 08. 2014.
  - For A New Day... Live in Las Vegas: „ARIA Top 100 Albums – Week Commencing 19th July 2004” (PDF). ARIA. Приступљено 16. 08. 2014.
  - For Taking Chances World Tour: The Concert: „ARIA Top 40 Music DVD – Week Commencing 10th May 2010” (PDF). ARIA. Приступљено 16. 08. 2014.
  - For all the other albums: „Céline Dion in Australian Charts”. Hung Medien. Приступљено 16. 08. 2014.
39. 1 2 3 4 5 6 7 8 9 10 11 12 13 14 15  
Belgian Albums Chart peak positions:
  - For Incognito, Unison and Gold Vol. 2: Jaspers, Sam (2006). Ultratop 1995-2005. Book & Media Publishing. ISBN 978-90-5720-232-2.
  - For The Colour of My Love, The Collector's Series, Volume One, One Heart and My Love: Essential Collection: „Céline Dion Charts: Albums – Ultratop” (на језику: Dutch). Ultratop & Hung Medien. Приступљено 16. 08. 2014.
  - For all the other albums: „Céline Dion Classements: Albums – Ultratop” (на језику: French). Ultratop & Hung Medien. Приступљено 16. 08. 2014.
40. 1 2 3 4 5 6 7 8 9 10 11 12 13 14 15  
French Albums Chart peak positions:
  - For Des mots qui sonnent, The Colour of My Love, À l'Olympia, D'eux, Les premières chansons vol. 1, Falling into You, All the Way... A Decade of Song, Tout en amour, On ne change pas, My Love: Essential Collection, D'elles/D'eux, Des mots qui sonnent/D'eux/S'il suffisait d'aimer/Au cœur du stade/1 fille & 4 types/D'elles and 1 fille & 4 types/Sans attendre: „Le Détail des Albums de chaque Artiste” (на језику: French). InfoDisc. Архивирано из оригинала 04. 08. 2014. г. Приступљено 16. 08. 2014.
  - For La collection: „Le Top de la semaine : Top Albums” (на језику: French). SNEP. 23. 12. 2013. Приступљено 18. 09. 2016.
  - For Celine Dion Collection: „Le Top de la semaine : Top Albums” (на језику: French). SNEP. 17. 06. 2016. Приступљено 18. 09. 2016.
  - For On ne change pas/My Love: Essential Collection, S'il suffisait d'aimer/Live à Paris and Loved Me Back to Life/A New Day Has Come: „Album Top 100: 10/09/2016” (на језику: French). Hung Medien. 17. 06. 2016. Приступљено 18. 09. 2016.
  - For all the other albums: „Céline Dion dans les charts français” (на језику: French). Hung Medien. Приступљено 16. 08. 2014.
41. 1 2 3 4 5 6 7 8 9 10 11 12 13 14 15  German Albums Chart peak positions:
  - For Taking Chances World Tour: The Concert: „Dire Straits preschen vor” (на језику: German). GfK Entertainment. 27. 05. 2010. Архивирано из оригинала 30. 05. 2010. г. Приступљено 17. 08. 2014.
  - For all the other albums: „Céline Dion Longplay-Chartverfolgung” (на језику: German). Phononet GmbH. Архивирано из оригинала 27. 09. 2012. г. Приступљено 17. 08. 2014.
42. 1 2 3 4 5 6 7 8 9 10 11 12 13 14 15  セリーヌ・ディオンのアルバム売り上げランキング (на језику: Japanese). Oricon. Приступљено 17. 08. 2014.
43. 1 2 3 4 5 6 7 8 9 10 11 12 13 14 15  „Céline Dion in Dutch Charts” (на језику: Dutch). Hung Medien. Приступљено 17. 08. 2014.
44. 1 2 3 4 5 6 7 8 9 10 11 12 13 14 15  
Swiss Albums Chart peak positions:
  - For Taking Chances World Tour: The Concert: „Swiss Charts: Music DVD Top 10”. Hung Medien. Приступљено 17. 08. 2014.
  - For all the other albums: „Céline Dion Charts: Albums – Schweizer Hitparade”. Hung Medien. Приступљено 17. 08. 2014.
45. 1 2 3 4 5 6 7 8 9 10 11 12 13 14 15  
UK Albums Chart peak positions:
  - For For You, Les premières années, Au cœur du stade and Let's Talk About Love / Falling into You / A New Day Has Come: „Chart Log UK 1994–2010”. Dipl.-Bibl.(FH). Приступљено 17. 08. 2014.
  - For Sans attendre: „Chart: Cluck Update 17.11.2012 (wk45)”. Dipl.-Bibl.(FH). Приступљено 17. 08. 2014.
  - For all the other albums: „Celine Dion: Albums”. Official Charts Company. Приступљено 17. 08. 2014.
46. 1 2 3 4 5 6 7 8 9 10 11 12 13 14 15  
US Albums Chart peak positions:
  - For Taking Chances World Tour / The Concert: Trust, Gary (20. 05. 2010). „Chart Beat Thursday: Fox-TV's Lee & "Glee"”. Billboard. Приступљено 17. 08. 2014.
  - For all the other albums: „Celine Dion – Awards – Billboard Albums: The Billboard 200”. AllMusic. Приступљено 17. 08. 2014.
47. ↑  Georges-Hébert Germain (1998). Céline: The Authorized Biography. Dundurn Press Limited. стр. 119. ISBN 978-1-55002-318-3.
48. ↑  Beaunoyer, Jean (2004). René Angelil: The Making of Céline Dion: The Unauthorized Biography. Dundurn Group. стр. 155. ISBN 978-1-55002-489-0.
49. ↑  Georges-Hébert Germain (1998). Céline: The Authorized Biography. Dundurn Press Limited. стр. 143. ISBN 978-1-55002-318-3.
50. ↑  Incognito sales:
  - „Jean Alain Roussel: Le Maestro mauricien qui a fait chanter le monde”. Le Mauricien (на језику: French). 18. 10. 2012. Архивирано из оригинала 12. 08. 2014. г. Приступљено 17. 08. 2014.
  - Bouchard, Dany (19. 05. 2007). „Le parcours francophone d'une star mondiale” (на језику: French). Canoe.ca. Архивирано из оригинала 12. 08. 2014. г. Приступљено 17. 08. 2014.
51. 1 2 3 4 5 6 7 8 9 10 11 12 13 14 15 16 17 18 19  „France Album Sales: Celine Dion”. ChartMasters. 25. 05. 2016. Приступљено 25. 05. 2016.
52. 1 2  Trust, Gary (10. 12. 2010). „Ask Billboard: Celine Dion Celebrates Chart Anniversary”. Billboard. Приступљено 17. 08. 2014.
53. ↑  Dion chante Plamondon worldwide sales:
  - Rodriguez, Juan (25. 11. 2010). „A soundtrack of Quebec history”. The Gazette. Архивирано из оригинала 14. 07. 2014. г. Приступљено 17. 08. 2014.
  - „Dans l'univers de Luc Plamondon / 4 décembre 2010” (на језику: French). Canadian Broadcasting Corporation. Архивирано из оригинала 14. 07. 2014. г. Приступљено 17. 08. 2014.
54. ↑  Dion chante Plamondon French sales:
  - „Les Meilleures Ventes de CD / Albums "Tout Temps"” (на језику: French). InfoDisc. Приступљено 17. 04. 2016.
  - „Luc Plamondon: 1999”. Canadian Music Hall of Fame. Приступљено 17. 08. 2014.
  - „Luc Plamondon”. The Canadian Encyclopedia. Приступљено 17. 08. 2014.
55. 1 2  Charles des Portes (20. 06. 2014). „Vidéos. Stromae en concert à New York : peut-il rejoindre le club très fermé des stars mondiales francophones?”. The Huffington Post (на језику: French). Приступљено 17. 08. 2014.
56. 1 2 3 4 5 6 7 8 9 10 11 12 13 14 15 16 17 18 19 20 21  
Belgian certifications:
  - For Dion chante Plamondon: „Ultratop − Goud en Platina – 1995”. Ultratop. Hung Medien. Приступљено 18. 09. 2018.
  - For The Colour of My Love, D'eux and Live à Paris: „Ultratop − Goud en Platina – 1996”. Ultratop. Hung Medien. Приступљено 18. 09. 2018.
  - For Falling into You: „Ultratop − Goud en Platina – 1997”. Ultratop. Hung Medien. Приступљено 18. 08. 2014.
  - For Let's Talk About Love, S'il suffisait d'aimer and These Are Special Times: „Ultratop − Goud en Platina – 1998”. Ultratop. Hung Medien. Приступљено 18. 08. 2014.
  - For Au cœur du stade, One Heart and 1 fille & 4 types: „Ultratop − Goud en Platina – 2003”. Ultratop. Hung Medien. Приступљено 18. 08. 2014.
  - For All the Way... A Decade of Song: „Ultratop − Goud en Platina – 2000”. Ultratop. Hung Medien. Приступљено 18. 08. 2014.
  - For A New Day Has Come: „Ultratop − Goud en Platina – 2002”. Ultratop. Hung Medien. Приступљено 18. 08. 2014.
  - For Miracle: „Ultratop − Goud en Platina – 2004”. Ultratop. Hung Medien. Приступљено 18. 08. 2014.
  - For On ne change pas: „Ultratop − Goud en Platina – 2006”. Ultratop. Hung Medien. Приступљено 18. 08. 2014.
  - For D'elles and Taking Chances: „Ultratop − Goud en Platina – 2007”. Ultratop. Hung Medien. Приступљено 18. 08. 2014.
  - For My Love: Essential Collection: „Ultratop − Goud en Platina – 2009”. Ultratop. Hung Medien. Приступљено 18. 08. 2014.
  - For Sans attendre: „Ultratop − Goud en Platina – 2012”. Ultratop. Hung Medien. Приступљено 18. 08. 2014.
  - For Loved Me Back to Life: „Ultratop − Goud en Platina – 2013”. Ultratop. Hung Medien. Приступљено 18. 08. 2013.
  - For Encore un soir: „Ultratop − Goud en Platina – 2016”. Ultratop. Hung Medien. Приступљено 18. 08. 2016.
57. ↑  Ball, David. „This Week in History: December 12 to 18”. Canadian Music Hall of Fame. Архивирано из оригинала 29. 09. 2014. г. Приступљено 17. 08. 2014.
58. 1 2 3 4 5 6 7 8 9  
Australian certifications:
  - For Celine Dion: Kent, David (1993). Australian Chart Book 1970-1992. Australia: St Ives, N.S.W. : Australian Chart Book. ISBN 978-0-646-11917-5.
  - For The Colour of My Love: Kent, David (2006). Australian Chart Book 1993-2005. Australia: Turramurra, N.S.W. : Australian Chart Book. ISBN 978-0-646-45889-2.
  - For Falling into You: „ARIA Charts – Accreditations – 2011 Albums”. Australian Recording Industry Association. Приступљено 18. 08. 2014.
  - For Let's Talk About Love and These Are Special Times: „ARIA Charts – Accreditations – 1998 Albums”. Australian Recording Industry Association. Приступљено 18. 08. 2014.
  - For All the Way... A Decade of Song: „ARIA Charts – Accreditations – 1999 Albums”. Australian Recording Industry Association. Приступљено 18. 08. 2014.
  - For A New Day Has Come: „ARIA Charts – Accreditations – 2002 Albums”. Australian Recording Industry Association. Приступљено 18. 08. 2014.
  - For One Heart: „ARIA Charts – Accreditations – 2003 Albums”. Australian Recording Industry Association. Приступљено 18. 08. 2014.
  - For Taking Chances: „ARIA Charts – Accreditations – 2008 Albums”. Australian Recording Industry Association. Приступљено 18. 08. 2014.
59. ↑  Taylor, Chuck (09. 11. 1996). „550's Celine Dion Takes Stardom to Next Level”. Billboard. Приступљено 17. 08. 2014.
60. ↑  „Les Meilleures Ventes de CD / Albums "Tout Temps"” (на језику: French). InfoDisc. Приступљено 17. 04. 2016.
61. ↑  The Colour of My Love Japanese sales:
  - „Celine Dion, Epic Find Some Unusual Kompany” (PDF). Billboard. 06. 01. 1996. стр. 41. Приступљено 13. 05. 2015.
  - „1995年 アルバム年間TOP100” (на језику: Japanese). Oricon. Приступљено 17. 08. 2014.
  - „1996年 アルバム年間TOP100” (на језику: Japanese). Oricon. Приступљено 17. 08. 2014.
62. 1 2  Harris, Bill (17. 11. 2006). „Queen rules – in album sales”. Jam!. Приступљено 17. 08. 2014.
63. 1 2 3 4 5 6 7 8  „Gold-/Platin-Datenbank (Celine Dion)”. Bundesverband Musikindustrie. Приступљено 17. 08. 2014.
64. 1 2 3 4 5 6 7 8 9 10 11  „Dutch album certifications – Celine Dion”. Nederlandse Vereniging van Producenten en Importeurs van beeld- en geluidsdragers. Приступљено 17. 08. 2014.
65. 1 2 3 4 5 6 7 8 9 10 11 12 13 14 15 16 17 18 19 20  „The Official Swiss Charts and Music Community: Awards (Dion)”. IFPI Switzerland. Hung Medien. Приступљено 17. 08. 2014.
66. 1 2  „Les albums diamant” (на језику: French). InfoDisc. Архивирано из оригинала 08. 12. 2015. г. Приступљено 18. 08. 2014.
67. ↑  D'eux UK sales:
  - Bouchard, Dany (26. 11. 2009). „Céline Dion D'eux: Une nouvelle version "de luxe"” (на језику: French). Canoe.ca. Архивирано из оригинала 12. 08. 2014. г. Приступљено 18. 08. 2014.
  - Glatzer, Jenna (2005). Céline Dion: For Keeps. Andrews McMeel Publishing. стр. 69. ISBN 978-0-7407-5559-0.
68. ↑  „Sony Australia, Dion Acknowledge Special Bond”. Billboard. 16. 05. 1998. Приступљено 18. 08. 2014.
69. 1 2  Leblanc, Larry (26. 12. 1998). „Seagram, Dion Led Canadian Biz”. Billboard. Приступљено 19. 08. 2014.
70. ↑  S'il suffisait d'aimer worldwide sales:
  - Rio, Gilles (17. 10. 2003). „Céline Dion: The Recordbreaking Diva”. Radio France Internationale. Архивирано из оригинала 28. 09. 2013. г. Приступљено 19. 08. 2014.
  - Jacquot, Benjamin (30. 09. 2013). „Céline Dion et Jean-Jacques Goldman : 20 ans d'amitié” (на језику: French). France Bleu. Приступљено 19. 08. 2014.
71. 1 2 3  Rio, Gilles (09. 12. 1998). „Les artistes Francophones s'exportent bien!” (на језику: French). Radio France Internationale. Архивирано из оригинала 23. 12. 2014. г. Приступљено 19. 08. 2014.
72. ↑  Grein, Paul (15. 09. 2010). „Week Ending Sept. 12, 2010: The Dulcet Tones Of Bruno Mars”. Yahoo!. Архивирано из оригинала 02. 10. 2012. г. Приступљено 19. 08. 2014.
73. ↑  „スペシャル・タイムス(Legacy Edition)” (на језику: Japanese). Sony Music Entertainment Japan. Приступљено 19. 08. 2014.
74. ↑  „One Heart”. Sony Music Australia. Архивирано из оригинала 06. 05. 2005. г. Приступљено 19. 08. 2014.
75. ↑  Rio, Gilles (17. 10. 2003). „Céline Dion: The Recordbreaking Diva”. Radio France Internationale. Архивирано из оригинала 28. 09. 2013. г. Приступљено 19. 08. 2014.
76. ↑  „Les Meilleures Ventes de CD / Albums "Tout Temps"” (на језику: French). InfoDisc. Приступљено 17. 04. 2016.
77. 1 2  Cardew, Ben (31. 12. 2007). „X Factor acts dominate charts”. Music Week. Приступљено 19. 08. 2014.
78. ↑  Demers, Maxime (31. 12. 2003). „Les Québécois ont acheté des disques de gens d'ici en 2003” (на језику: French). Canoe.ca. Архивирано из оригинала 19. 02. 2013. г. Приступљено 19. 08. 2014.
79. ↑  Grein, Paul (03. 11. 2010). „Chart Watch Extra: Swift Joins An Elite Club”. Yahoo!. Архивирано из оригинала 07. 11. 2010. г. Приступљено 19. 08. 2014.
80. 1 2 3  Grein, Paul (03. 09. 2010). „Chart Watch Extra: The Ageless Tina Turner”. Yahoo!. Архивирано из оригинала 09. 09. 2010. г. Приступљено 19. 08. 2014.
81. ↑  „2007 – Top 50 Global Best Selling Albums” (PDF). IFPI. Архивирано из оригинала (PDF) 11. 04. 2008. г. Приступљено 19. 08. 2014.
82. ↑  Hamard, Jonathan (02. 03. 2013). „Céline Dion : écoutez le titre "Unfinished Song", extrait de la B.O. de "Song for Marion" (màj)” (на језику: French). PureMédias. Приступљено 19. 08. 2014.
83. ↑  Jones, Alan (18. 11. 2013). „Official Charts Analysis: Lady Gaga hits No.1 with 65k sales”. Music Week. Архивирано из оригинала 18. 11. 2013. г. Приступљено 18. 11. 2013.
84. ↑  Sans attendre worldwide sales:
  - Godin, Sandra (14. 11. 2013). „Deux disques platine remis par Julie Snyder”. Le Journal de Montréal (на језику: French). Приступљено 20. 08. 2014.
  - Harris, Susan (15. 11. 2013). „Celine Dion Divorce Rumors In Las Vegas”. NewsOXY. Архивирано из оригинала 20. 08. 2014. г. Приступљено 20. 08. 2014.
  - Enyeart, Karen (14. 11. 2013). „René Angélil & Celine Dion Split? Star Spotted Without Ring”. eCanadaNow. Архивирано из оригинала 20. 08. 2014. г. Приступљено 20. 08. 2014.
85. ↑  Ménard, Élizabeth (24. 07. 2013). „Céline Une chanson à la fois”. Le Journal de Montréal (на језику: French). Архивирано из оригинала 14. 10. 2013. г. Приступљено 19. 08. 2014.
86. ↑  Sans attendre French sales:
  - „France Album Sales: Celine Dion”. ChartMasters. 25. 05. 2016. Приступљено 25. 05. 2016.
  - Godin, Sandra (14. 11. 2013). „Deux disques platine remis par Julie Snyder”. Le Journal de Montréal (на језику: French). Приступљено 19. 08. 2014.
  - Beaudet, Véronique (25. 11. 2013). „Céline Dion retrouve ses fans parisiens”. Le Journal de Montréal (на језику: French). Приступљено 19. 08. 2014.
87. ↑  Proefrock, Stacia (24. 01. 2014). „Celine Dion Biographys”. Billboard. Архивирано из оригинала 14. 07. 2015. г. Приступљено 20. 08. 2014.
88. 1 2  Goncalves, Julien (04. 06. 2014). „Clip de "Incredible" : Céline Dion et Ne-Yo sur le toit du monde” (на језику: French). PureMédias. Приступљено 20. 08. 2014.
89. ↑  „Top Current Albums”. Billboard. Архивирано из оригинала 12. 01. 2017. г. Приступљено 07. 09. 2016.
90. ↑  „Top Album Sales”. Billboard. Архивирано из оригинала 22. 11. 2018. г. Приступљено 07. 09. 2016.
91. ↑  Montet, Thomas (18. 10. 2017). „Céline Dion : Collaborations avec Adele, MHD, tracklist... On fait le point !”. PureMédias. Приступљено 26. 10. 2017.
92. ↑  Ruelle, Yohann (21. 07. 2017). „A Nice, Céline Dion rend un hommage bouleversant aux 86 victimes de l'attentat” (на језику: French). Pure Charts. Приступљено 21. 07. 2017.
93. ↑  „Vogue magazine: AccorHotels Arena”. Vogue. 05. 07. 2017. Приступљено 21. 07. 2017.
94. ↑  „Encore un soir Hits #1!”. celinedion.com. 07. 09. 2016. Приступљено 07. 09. 2016.
95. ↑  „#ENCOREUNSOIR @celinedion sorti le 26 août est certifié ALBUM DIAMANT avec + de 500 000 ex (physique + téléchgt + streaming)”. SNEP. 14. 11. 2016. Приступљено 14. 11. 2016.
96. ↑  Leblanc, Larry (21. 01. 1995). „Youletide Cheer for Canadian Retailers”. Billboard. Приступљено 20. 08. 2014.
97. ↑  „Les Meilleures Ventes de CD / Albums "Tout Temps"” (на језику: French). InfoDisc. Приступљено 17. 04. 2016.
98. ↑  LeBlanc, Larry (22. 03. 1997). „Tragically Hip, Celine Dion Top Juno Aeard Scores”. Billboard. Приступљено 20. 08. 2014.
99. ↑  „Les Meilleures Ventes de CD / Albums "Tout Temps"” (на језику: French). InfoDisc. Приступљено 17. 04. 2016.
100. ↑  „Les Meilleures Ventes de CD / Albums "Tout Temps"” (на језику: French). InfoDisc. Приступљено 17. 04. 2016.
101. ↑  „Les Meilleures Ventes de CD / Albums "Tout Temps"” (на језику: French). InfoDisc. Приступљено 17. 04. 2016.
102. ↑  „Pink leads raft of new entries in buoyant albums charts”. Music Week. 03. 11. 2008. Приступљено 20. 08. 2014.
103. ↑  „The Collector's Series Volume One”. BubbleUp, LLC. Приступљено 16. 07. 2016.
104. ↑  „Physical Unit Sales for the Top 5 Best-Selling Albums in Japan by International Acts During 2008”. Billboard. 04. 04. 2009. стр. 13. Приступљено 07. 06. 2015.
105. ↑  „Week-5-2013-SoundScan-Chartpack”. Nielsen SoundScan. 07. 02. 2013. стр. 30. Приступљено 20. 08. 2014.
106. ↑  „.@celinedion en 2017 c'est : 80.082 ventes pour la compil "Un peu de nous"”. Pure Charts. 08. 01. 2018. Приступљено 11. 01. 2018.
107. ↑  „#UnPeuDeNous @celinedion certifié Album Or” (на језику: French). Syndicat National de l'Édition Phonographique. 04. 09. 2017. Приступљено 05. 09. 2017.
108. ↑  „Celine Dion - Encore un soir / Sans attendre” (на језику: French). Pure Charts. Приступљено 08. 10. 2018.